# Résolution 568 du Conseil de sécurité des Nations unies
Membres permanents
- Chine
- États-Unis
- France
- Royaume-Uni
- URSS

Membres non permanents
- Australie
- Burkina Faso
- Danemark
- Égypte
- Inde
- Madagascar
- Pérou
- Thaïlande
- Trinité-et-Tobago
- RSS d'Ukraine

Résolution no 567 Résolution no 569
Dans la résolution 568 du Conseil de sécurité des Nations Unies, adoptée à l'unanimité le 21 juin 1985, après avoir entendu les représentations du Botswana, a condamné le raid sur Gaborone par mené par l'Afrique du Sud, exprimant son choc et son indignation face aux pertes de vies humaines et aux dommages matériels, et a considéré l'attaque comme une « violation flagrante de la souveraineté et de l’intégrité territoriale du pays ».
Le Conseil de sécurité a en outre condamné tous les actes d'agression, de provocation et de harcèlement, y compris les enlèvements, les meurtres et le chantage contre le Botswana, perpétrés par l'Afrique du Sud, appelant à la cessation immédiate de ces activités. Il a également condamné la pratique sud-africaine de « poursuite » contre les pays d'Afrique australe.
La résolution exigeait ensuite des compensations pour le Botswana et d'autres pays touchés par les attaques, affirmant leur droit d'accorder refuge à ceux qui fuient l'apartheid.
Enfin, le Conseil a demandé au Secrétaire général d'envoyer une mission au Botswana pour évaluer les dégâts et proposer des méthodes visant à renforcer la capacité du Botswana à fournir un abri aux réfugiés sud-africains. Il a également demandé aux organisations internationales d’apporter leur aide au pays.
La résolution 568 a été rédigée par le Burkina Faso, l'Égypte, l'Inde, Madagascar, le Pérou et Trinité-et-Tobago.

## Voir également
- Guerre de la frontière sud-africaine
- L'Afrique du Sud sous l'apartheid
- Résolution 572 du Conseil de sécurité des Nations unies